# Quararibea bilobata
Quararibea bilobata là một loài thực vật có hoa trong họ Cẩm quỳ. Loài này được A.Robyns miêu tả khoa học đầu tiên năm 1968.